# Gyöngyös 33
A Gyöngyös 33 együléses, teljesítmény-vitorlázó repülőgép. Az első magyar gyártású vitorlázórepülőgép. A Gyöngyös 33 gumikötél-indításra, csörlő- és repülőgép-vontatásra is egyaránt alkalmas volt. Nevét Gyöngyös városáról kapta, ahol összeállították a gépet.

## Története
Magyar tervek szerint, különböző helyeken, egyidejűleg három vitorlázó repülőgép is épült. Az első 1933. június 11-én emelkedett először a levegőbe. Janka Zoltán tervezte, és a gyöngyösi vitorlázórepülő egyesület műhelyében építették meg. Nevét ennek megfelelően kapta: Gyöngyös 33.
Az elsőként levegőbe emelkedett magyar tervezésű vitorlázó repülőgép létrejötte szorosan összefügg a gyöngyösi vitorlázórepülés kezdeteivel. Az 1931 februárjában megalakult egyesületben – amely Farkas-hegy mellett az úttörő vitorlázórepülők fellegvára volt – szerencsésen találkozott össze Janka Zoltán műszaki vezető alkotásvágya, az egyesület tagjainak lelkesedése és vállalkozókedve, valamint a Molnár Árpád vezette műhely vitorlázó repülőgépek építésében szerzett gyakorlata. 
Az egyesületek műhelyeiben ebben az időben a német tervek alapján épített gépekről általános volt a vélemény, hogy szerkezetük túlságosan bonyolult és elkészítésük költséges. Janka tehát a hazai lehetőségeknek és követelményeknek jobban megfelelő gép tervezését kezdte el. Az új, magyar tervezésű gép építésének költségeit Gyöngyös város társadalma gyűjtés útján teremtette elő. Építésében Molnár Árpád irányításával az egyesületi tagok, különösen Rábel József, Szabó Gyula és Nemecz Pál vettek részt.
Az új gép tervezésekor Janka előtt nem egy minden korábbival vetekedő, nagyteljesítményű gép megalkotása lebegett, hanem az egyesületi műhelyekben lehetőleg olcsón előállítható típusé, amely azért a Professorral is felveszi a versenyt. 
A Professornak a Gyöngyös 33-ra gyakorolt hatása letagadhatatlan, ezért szükségesnek látszik rövid ismertetése. A korabeli motor nélküli gépeket a lejtő menti repülés kívánalmainak megfelelően alakították ki. A legfőbb szempont a minél kisebb szélsebességek kihasználása érdekében a csekély merülősebesség volt. Felületi terhelésük mindössze 10–12 kg/m2 volt. Az 1928-ban tervezett Professor volt az első nagyobb terjedtségű, már teljesítményeivel is kiemelkedő gép. Hírnevét az első 100 km-nél nagyobb távrepülés (R. Kronfeld, 1929) adta. A 16,1 m terjedtségű szárny V dúccal merevített, kétrészes, egy főtartós. A törzs hatszög keresztmetszetű. Siklószáma 21,5 volt.
Természetesnek tűnik, hogy Janka – miután az akkori politikai viszonyok között Magyarországon a német vitorlázógépeken kívül más külföldi példákat nem ismertek – az első magyar vitorlázógép tervezésekor az egyik legjobbnak ismert külföldi gép egyes megoldásait is alkalmazta.
A mátrafüredi mulató tágas tánctermében épült gép 1933. június 4-én készült el, és a Gyöngyös 33 nevet kapta. Gyártási száma és lajstromjele egyaránt C-0501 volt. Első repülésére június 11-én került sor. A tervező „felavató ugrása" után Molnár Árpád mintegy 3 m/s sebességű szélben a Pipis-hegy 50 m magas, enyhe déli lejtésű oldaláról több fordulóval tarkított, háromperces siklórepülést hajtott végre. A géphez Gyöngyösön nagy reményeket fűztek: „A szakemberek… azt várják, hogy 1500 méteres magasságig jutnak fel vele." (Összehasonlításul említjük, hogy ekkor a magassági világrekord 2600 m volt). A nagy várakozást Molnár június 25-i repülése igazolta. 6–10 m/s sebességű D-DNy-i szélben végzett 5 óra 43 perces vitorlázórepülése során a kiindulási pont felett elért 1140 m magasságával új magyar rekordot állított fel. Június 27-én aztán a Sár-hegy nyugati lejtője előtt 6–10 m/s sebességű szélben 10 óra 7 percig – az utolsó órát jóformán szélcsöndben – vitorlázva Molnár a Gyöngyös 33 nevéhez fűzte a magyar időtartamrekordot is. A Gyöngyös 33 után két hónappal elkészült Rotter Lajos Karakánja is, amely a rekordokat tovább fokozta. Molnár 1934. június 30-án a Gyöngyös 33-mal Gyöngyös-Tiszadorogma útvonalon végzett 64 km-es távrepülése ezért már nem számított rekordnak, „csak" a 49. nemzetközi sorszámú (Magyarországon a második) ezüstkoszorús teljesítmény jelvény megszerzését jelentette.
Gyöngyös 33 egyetlen példányban készült. Kis felületi terhelése és jó oldalviszonyú szárnya világviszonylatban is az egyik legkisebb merülősebességű géppé tette. A magyar vitorlázó repülőgépek fejlődésére azonban a vele elért teljesítmények ellenére sem gyakorolt hatást. Ennek oka a vele csaknem egyidejűleg elkészült Karakán sikereiben és kialakításának új vonásaiban kereshető. Janka és a gyöngyösiek tervezték ugyan még egy nagyobb terjedtségű változat elkészítését, de megépítésére nem került sor. A Gyöngyös 33-at a repülésből való kivonása után az egyesület tagjai kegyelettel őrizgették az egykori fahangár tetőszerkezetének gerendái között, majd a Közlekedési Múzeum repüléstörténeti kiállításán kapott helyet.

## Szerkezeti kialakítása, műszaki jellemzői
A Gyöngyös 33 gumikötél-indításra, csörlő- és repülőgép-vontatásra volt alkalmas.

### Általános elrendezés
A Gyöngyös 33 külalakja és szerkezete a korabeli nagyteljesítményű vitorlázógépek elrendezését kö veti. A szárnyfelület jól megválasztott méretei, a törzs (az 1930-as évek elején) példaszerűnek mondható aerodinamikai kialakítása, és általá ban a káros ellenállások csökkentésére irányuló törekvés, kedvező tulajdonságokat eredményezett. A szerkezet egyszerűsége az olcsó elő-állítás lehetőségét, szilárdsága pedig komoly erőpróbákra való alkalmasságát bizonyította.
A szárny két részből készült, amelyek a törzzsel egybeépített szárnycsonkhoz csatlakoznak. Alaprajzuk középen téglalap alakú, amely a merevítődúcok bekötésétől a szárnyvégek felé erősen „kihegyesedő", téglalap alaprajzú külső részekbe megy át.
A törzs csúcsára állított hatszög keresztmetszetű. A vezetőülés a törzselőrészben, a szárny belépőéle előtt foglal helyet. A vezetőülés előtti rész tetején kiemelkedő gerinc húzódik. Célja aerodinamikai: körvonalai a vezető fejének közvetítésével áramvonalasan kapcsolódnak a törzs vezetőfülke mögötti megemelt részéhez. Ezenkívül szélvédőként és műszertartóként is szolgál.
A leszálláskor ébredő erőhatásokat a törzs főkerete alatt elhelyezett, gumigyűrűvel rugózott, hátsó végén hosszirányban elmozdíthatóan beépített, kőrisfa csúszótalp rugalmas deformációja enyhíti. A függőleges és a vízszintes farokfelületek belépőéle egyenes, kilépőéle elliptikus.

### Aerodinamikai kialakítás
A Gyöngyös 33 szárnyszelvényéről nem maradt fenn írott adat. A Közlekedési Múzeumban őrzött gépről felvett méretek alapján rekonstruált szelvény a Gö 549-nek felel meg. A szárnyközép húrhossza htő= 1,5 m, a végeken hvég = 0,3 m. A nagyméretű csűrők hossza 6,0 m, közepes húrhosszuk hk = 0,23 m, összfelületük Acs = 2,76 m2. A csűrőelrendezés érdekessége, hogy belső végétől húrhossza a szárny helyi húrhosszának 27%-áról a végekig 18,5%-ra csökken. Mai ismereteink szerint ez a megoldás az orsózónyomaték létrehozása szempontjából nem nevezhető kedvezőnek.
A Gyöngyös 33 idejében a vitorlázó repülőgépek felsőszárnyas elrendezése általánosan elterjedt. Különösen a nagy terjedtségű gépeken volt előnyös, mert így ezeket kevésbé fenyegette az a veszély, hogy fel- és leszállás közben a szárnyvég elakad a talajban. Az elrendezés aerodinamikai előnye az ilyen gépek kedvezőbb keresztstabilitási tulajdonságaiban rejlik, a szárny és a törzs közötti átmenetnél kialakuló interferencia-ellenállás alakulása szempontjából azonban általában kedvezőtlen. Ezen kívánt segíteni a Gyöngyös 33 tervezője, amikor a szárnycsonkot a törzs megemelt, keskeny részéhez csatlakoztatta.

### Szerkezeti kialakítás
A faépítésű és vászonbevonatú gép szárnya egy főtartós a középrészen a húrhossz 72,5%-ában, a külső részeken pedig a csűrők előtt végighúzódó segédtartóval. A terjedtség irányában csökkenő keresztmetszeti felületű, dobozos szerkezetű főtartó vörösfenyő övekkel és rétegelt lemez gerinccel épült. Az egyszerű szárnybordák kettős lécezéssel és közöttük rétegelt lemez gerinccel, az erősített bordák nagyobb keresztmetszetű lécekkel és mindkét oldalon rétegelt lemez gerinccel, egyes bordák pedig dobozos szerkezettel, zárt kivitelben készültek. A bordaosztás a terjedtség mentén végig 200 mm, a rétegelt lemez torziós orrborítás belsejében azonban bordaközönként egy-egy 5 x 5 mm léckeresztmetszetű, egy oldalon lemezeit segédborda helyezkedik el.
A kormányok mozgatása huzalos, azonban a törzs főkerete mögött a kormánytengelyről tolórúd húzódik a szárnycsonkban elhelyezkedő, csűrőkitérést differenciáló szögemelőhöz. Ennek két végpontjától egy-egy rövid tolórúd nyúlik a szárnytőben elhelyezett szögemelőkig. Menetes csapszeggel vannak összekötve. A szárnyban elhelyezkedő szögemelőktől a mozgatás huzallal halad tovább a csűrökig. 
Mint Janka írja: „A gép eredetileg az előírásos hatszoros biztonságra lett tervezve. A fontosabb szerkezeti részek méreteinek felfelé való kerekítésével azonban a biztonsági tényező majdnem nyolcszorosra emelkedett. Jelentős biztonságnövelő értéket ad az a körülmény is, hogy a vörösfenyő számításba vehető 400 kg/cm² nyomószilárdsága helyett a ténylegesen beépített faanyag a próbánál csak 620–780 kg/cm²-nél szakadt. Általában a gép tekintélyes súlya is jelzi azt a túlzott óvatosságot, amelyet a tervező úgy a szerkesztésnél, mint a gép megépítésénél alkalmazott, de amivel a gépnek gyakorlatban beigazolt, kiváló repülőtulajdonságát nem csökkentette érezhető módon."

## Műszaki adatai
Tömeg- és méretadatok
- Szárnyterjedtség: 18,55 m
- Oldalviszony: 17,8 m
- Szárnyfelület: 19,30 m²
- Törzshossz: 7,37 m
- Üres gép tömege: 179 kg
- Repülőtömege: 250 kg.
- Felületi terhelés: 12,95 kg/m²

Repülési és teljesítményadatok
- Legjobb siklószáma kb. 55 km/h siklósebességgel 20 felett volt.
- Legkisebb merülősebesség kb. 0,6 m/s.